# Finelettrica
 (février 2025).
Si vous disposez d'ouvrages ou d'articles de référence ou si vous connaissez des sites web de qualité traitant du thème abordé ici, merci de compléter l'article en donnant les références utiles à sa vérifiabilité et en les liant à la section « Notes et références ».
La Società Finanziaria Elettrica Nazionale - Finelettrica S.p.A. était la société financière de l'État italien pour le secteur de l'électricité, avant la nationalisation de ce secteur en 1962. Cette société publique était contrôlée par la holding de l'État italien, l'IRI.

## Histoire
La société Finelettrica S.p.A. a été fondée le 4 avril 1952 dans le but de regrouper toutes les entreprises italiennes opérant dans le secteur de la production et de la distribution d'électricité résultant des participations de l'IRI dans les sociétés SIP, SME, Acciaierie di Terni et Trentina.
Dans les années 1960, Finelettrica a construit la centrale nucléaire de Garigliano via la Società Elettronucleare Nazionale - SENN S.p.A.. Le 6 décembre 1962, après l'entrée en vigueur effective de la nationalisation du secteur de l’électricité, la société a été intégrée dans la jeune société publique ENEL S.p.A..